# 関思恭
関 思恭（せき しきょう、元禄10年2月17日（1697年3月9日） - 明和2年12月29日（1766年2月8日））は、日本の書家である。字を子粛、鳳岡と号し他に墨指生と称した。通称は源内。本姓は伊藤氏。水戸の人。

## 略伝
先祖は武田信玄の家臣とされ、曾祖父の伊藤友玄の代になって水戸藩に仕え祖父の友近もやはり水戸藩に仕官。しかし父の伊藤祐宗（号は道祐）は生涯仕官していない。思恭はこの父と母（戸張氏）の第四子として水戸に生まれ故あって関氏を名乗る。幼少から筆や硯を遊具の代わりとするほど書を好んだ。16歳のとき江戸に出て、細井広沢にその才能を見いだされ入門。その筆法は極めて優れ、たちまち広沢門下の第一となった。広沢が思恭に代書させるに及んでその評判は高まった。因みに浅草待乳山の歓喜天の堂に掲げられる『金龍山』の扁額は広沢の落款印があるものの思恭が代筆したものである。
経学を太宰春台に就いて学び、詩文は天門から受けた。また射術に優れた。27歳で文学を以て土浦藩に仕え禄を得た。広沢没後、三井親和と並称されその評判はますます高まり門弟およそ5千人を擁したという。40歳で妻帯し3女をもうける。60歳頃より神経痛を患い歩行が困難となり家族に介護されるもその運筆は衰えなかった。享年69。江戸小石川称名寺に葬られる。門人に関口忠貞がいる。娘婿の其寧が跡を継ぎ、孫の克明、曾孫の思亮とその子である雪江、いずれも書家として名声を得た。
宋の婁機『漢隷字源』を開版している。

## 関連文献
- 山崎美成『名家略伝 巻三』
- 細井九皋『墨道私言』